# Зворівник
Зворівник, пренант (Prenanthes) — вид квіткових рослин з родини айстрових (Asteraceae). Вид росте в тропічній Африці, Європі, західній, центральній і південній Азії.
Молекулярний аналіз у 2009 році показав, що рід, як традиційно передбачається, є поліфілетичним, тобто це конгломерат видів, не тісно пов’язаних один з одним. Усі види, крім одного, будуть переведені в інші роди, залишивши лише Prenanthes purpurea.

## Види
- Prenanthes hookeri C.B.Clarke ex Hook.f.
- Prenanthes mira (Pavlov) Kamelin
- Prenanthes nothae Kurz
- Prenanthes petiolata (K.Koch) Sennikov
- Prenanthes purpurea L.
- Prenanthes steenisii Tjitr.
- Prenanthes stenolimba Steenis
- Prenanthes subpeltata Stebbins
- Prenanthes sumatrana Tjitr.